# HV Eemland
HV Eemland was een handbalsamenwerking uit het Utrechtse Soest/Leusden. HV Eemland is in 2017 ontstaan door een samenwerkingsverband tussen de handbalverenigingen BDC uit Soest en Fidelitas uit Amersfoort, de laatst genoemde is in 2020 uit het samenwerkingsverband gestapt. LHV uit Leusden verbond zich in het samenwerkingsverdrag met BDC als HV Eemland. In 2022 stopte de samenwerking onder de naam HV Eemland.

## Geschiedenis
Handbalverenigingen BDC en Fidelitas sloegen in 2017 de handen in elkaar onder de naam HV Eemland, dat verwijst naar de streek Eemland. In 2019 promoveerde het herenteam naar de eerste divisie. Fidelitas trok zich aan het einde van het seizoen 2019/20 terug uit het samenwerkingsverdrag met BDC. Door het wegvallen van Fidelitas zou BDC kunnen doorgaan onder de eigen verenigingsnaam Auto Smeeing/BDC, echter op 18 mei 2020 maakte LHV uit Leusden bekend samen met BDC een doorstart te maken met HV Eemland. Hierdoor nam het tweede team van HV Eemland de plek in van LHV in de hoofdklasse.
Na vijf jaar besluiten BDC en LHV om uit het samenwerkingsverdrag te stappen. Hierdoor zal zowel BDC als LHV onder de eigen naam verder gaan.

## Resultaten
Heren (2017-heden)
- 2017 10e
Tweede divisie A
- 2018 5e
Tweede divisie A
- 2019 1e
Tweede divisie A
- 2020 13e
Eerste divisie
- 2021
Eerste divisie
- 2021 16e
Eerste divisie

- Eerste divisie
- Tweede divisie

## Erelijst
| Nationaal      |    |         |
| Tweede divisie | 1x | 2018/19 |